# A je to!
Pat i Mat (češ. i slv. Pat a Mat), odnosno I to je to (češ. i slv. …A je to!) čehoslovačka je, odnosno češka, animirana serija o dvama nespretnim majstorima, Patu (u žutoj majici) i Matu (u crvenoj ili sivoj majici). Seriju su osmislili redatelj Lubomír Beneš i karikaturist Vladimír Jiránek.
U seriji dvojica uvijek pokušavaju riješiti neki problem koristeći se različitim, obično neprikladnim alatima, što dovodi do još više problema. Ipak, na kraju par uspijeva riješiti problem na najneučinkovitiji mogući način. Humor korišten u pričama nije cilj sam po sebi, već je i vodič za optimističan pristup prema životu. Pat i Mat, usprkos teškim situacijama, nikad ne odustaju dok svoj problem ne riješe na maštovit način.
Izvorno je serija zamišljena kao zabava za odraslu publiku, ali postala je popularna kod svih dobnih skupina.
Serija sadrži prepoznatljivu glazbenu temu koju je skladao Petr Skoumal.

## Pilot epizoda
Likovi su se prvi put pojavili 12. kolovoza 1976. u kratkom animiranom filmu produkcijske kuće Krátký Film i njihova lutkarskog Studija Jiřího Trnky iz Praga, koji je bio prikazivan prije igranih filmova u kinima. Iako zamišljen kao apolitičan, izazvao je prijepore jer je cenzorima smetao izbor boja majica likova. Smatrali su da crvena i žuta boja predstavljaju najveće socijalističke zemlje: Sovjetski Savez i Kinu. Stoga je boja Matove majice morala biti promijenjena iz crvene u sivu. Iako su autori željeli nastaviti s dodatnim snimanjem, praški studio to nije dozvolio smatrajući da film nije primjeren, odnosno da pokazuje nedostatak socijalističke svijesti. Ovaj je nastavak prikazan 2009. godine. Nakon propasti komunizma Matu je vraćena izvorna crvena majica. Ovo je snimljena prva sezona.
| broj | ime                     | godina proizvodnje |
| ---- | ----------------------- | ------------------ |
| 1.   | Kućni majstori (Kuťáci) | 1976.              |

## I to je to (…A je to!)
Iako u Pragu nisu bili zadovoljni, za nove epizode bila je zainteresirana Čehoslovačka Televizija Bratislava pa je za nju od 1979. do 1985. u Krátkom Filmu snimljena druga sezona. Jedino u ovoj su sezoni imena epizoda na slovačkom jeziku. U ovoj sezoni se ne spominju njihova imena, a tek 1989. su im nadjenuta imena Pat i Mat.

Sezona je prikazivana i na području SFR Jugoslavije, gdje je postigla veliku popularnost.
| Broj (ukupno) | Broj (u sezoni) | Ime                                    | Godina proizvodnje |
| ------------- | --------------- | -------------------------------------- | ------------------ |
| 2             | 1               | Tapeta (Tapety)                        | 1979.              |
| 3             | 2               | Radionica (Dielňa)                     | 1979.              |
| 4             | 3               | Tepih (Koberec)                        | 1979.              |
| 5             | 4               | Stolica za ljuljanje (Hojdacie kreslo) | 1979.              |
| 6             | 5               | Slika (Obraz)                          | 1979.              |
| 7             | 6               | Garaža (Garáž)                         | 1979.              |
| 8             | 7               | Svjetlo (Svetlo)                       | 1979.              |
| 9             | 8               | Gramofon (Gramofón)                    | 1981.              |
| 10            | 9               | Roštilj (Grill)                        | 1981.              |
| 11            | 10              | Dan selidbe (Sťahovanie)               | 1982.              |
| 12            | 11              | Voda (Voda)                            | 1982.              |
| 13            | 12              | Skakači (Skokani)                      | 1982.              |
| 14            | 13              | Vrt (Záhradka)                         | 1982.              |
| 15            | 14              | Slikarski posao (Maľovanie)            | 1982.              |
| 16            | 15              | Križaljka (Krížovka)                   | 1982.              |
| 17            | 16              | Teretana (Telocvičňa)                  | 1983.              |
| 18            | 17              | Kućica za ptice (Búdka)                | 1983.              |
| 19            | 18              | Veliko pranje (Veľké pranie)           | 1983.              |
| 20            | 19              | Doručak u travi (Raňajky v tráve)      | 1983.              |
| 21            | 20              | Perilica za rublje (Práčka)            | 1983.              |
| 22            | 21              | Kiša (Dážď)                            | 1983.              |
| 23            | 22              | Izlet (Výlet)                          | 1984.              |
| 24            | 23              | Vinari (Vinári)                        | 1984.              |
| 25            | 24              | Klizaljke (Korčule)                    | 1984.              |
| 26            | 25              | Klavir (Klavír)                        | 1984.              |
| 27            | 26              | Lončari (Hrnčiari)                     | 1985.              |
| 28            | 27              | Kvar (Porucha)                         | 1985.              |
| 29            | 28              | Jabuka (Jablko)                        | 1985.              |

## Pat i Mat (Pat & Mat)
Treća sezona snimana je 1989. i 1990. u studiju Krátký Film u Pragu. Likovima su nadjenuta imena Pat i Mat (skraćeno od češkog Patlal i Matlal, odnosno Nespretni i Trapavi), a sama se sezona otada zove po njima.
| Broj (ukupno) | Broj (u sezoni) | Ime                                  | Godina proizvodnje |
| ------------- | --------------- | ------------------------------------ | ------------------ |
| 30            | 1               | Ključ (Klíč)                         | 1989.              |
| 31            | 2               | Namještaj (Nábytek)                  | 1989.              |
| 32            | 3               | Kosilica (Sekačka)                   | 1990.              |
| 33            | 4               | Generalno čišćenje (Generální úklid) | 1990.              |
| 34            | 5               | Vrata (Dveře)                        | 1990.              |
| 35            | 6               | Krov (Střecha)                       | 1990.              |

## Pat i Mat(Pat & Mat) aiF
Godine 1990. redatelj Lubomír Beneš otvorio je vlastiti aiF Studio u Pragu i Zürichu, u kojem je snimljena četvrta sezona od 14 epizoda.
| Broj (ukupno) | Broj (u sezoni) | Ime                    | Godina proizvodnje |
| ------------- | --------------- | ---------------------- | ------------------ |
| 36            | 1               | Biskviti (Sušenky)     | 1992.              |
| 37            | 2               | Garažna vrata (Vrata)  | 1992.              |
| 38            | 3               | Biciklisti (Cyklisti)  | 1992.              |
| 39            | 4               | Pločice (Dlaždice)     | 1992.              |
| 40            | 5               | Parket (Parkety)       | 1992.              |
| 41            | 6               | Cijev (Okap)           | 1992.              |
| 42            | 7               | Kabriolet (Kabriolet)  | 1992.              |
| 43            | 8               | Nesreća (Nehoda)       | 1994.              |
| 44            | 9               | Biljar (Kulečník)      | 1994.              |
| 45            | 10              | Živica (Živý plot)     | 1994.              |
| 46            | 11              | Trezor (Trezor)        | 1994.              |
| 47            | 12              | Bokobran (Blatník)     | 1994.              |
| 48            | 13              | Modelari (Modeláři)    | 1994.              |
| 49            | 14              | Jedrenje (Windsurfing) | 1994.              |

## Neobjavljena epizoda
Nakon smrti redatelja Lubomíra Beneša, aiF Studio je bez odobrenja, pogotovo znanja njegovih nasljednika za korištenje likova snimio jednu epizodu serijala. Produkcija ove epizode je započela 1997., a završila 1998. godine. Zbog problema oko autorskih prava i bankrota aiF Studija 1999. godine, epizoda nikada nije javno prikazana niti je izdana na DVD-u, ali je izdana na južnokorejskom VHS-u snimljenom u listopadu 2002. godine. Dana 13. ožujka 2014. godine, cijela epizoda se pojavila na YouTubeu, snimljena s južnokorejskog VHS-a s dijalogom.

Ovo je jedina epizoda u kojoj likovi govore, i to na engleskom jeziku. Likovima su glasove posudili glumci David Nykl (Pat) i Peter Alton (Mat).
Dana 12. rujna 1995. godine, Lubomír Beneš, jedan od tvoraca ove serije, je umro, ali njegov sin Marek, potrudio se s Vladimírom Jiránekom i Františekom Vášom napraviti klasičnu epizodu bez dijaloga u trajanju od 8 minuta, ali da bi ušli u američke markete, produžili su epizodi trajanje na 12 i pol minuta i dodali joj novu uvodnu i odjavnu sekvencu i engleski dijalog. Godine 1999. ova epizoda je nagrađena u Annecyju, aiF Studio je napokon likvidiran 2012. godine i postao Animation People, a epizoda je prenesena u češki filmski arhiv, gdje se nalazi i danas. Sada možemo naći i inačicu bez dijaloga, koja se pojavila 2017. godine na YouTubeu, i koja je neko vrijeme bila zabranjena. Ovo je snimljena peta sezona.
| Broj (ukupno) | Broj (u sezoni) | Ime              | Godina proizvodnje |
| ------------- | --------------- | ---------------- | ------------------ |
| 50            | 1               | Kartanje (Karty) | 1998.              |

## Pat i Mat se vraćaju (Pat a Mat se vracejí)
Marek Beneš, sin izvornog redatelja Lubomíra Beneša, otvorio je vlastiti studio Patmat film 2001. godine. Proizvodnja šeste sezone započela je 2002. godine za Ateliéry Bonton Zlín te je u kratko vrijeme u tri studija (Ateliéry Bonton Zlín, Anima i Patmat) snimljeno 28 epizoda.
| Broj (ukupno) | Broj (u sezoni) | Ime                                        | Godina proizvodnje |
| ------------- | --------------- | ------------------------------------------ | ------------------ |
| 51            | 1               | Puzzle                                     | 2002.              |
| 52            | 2               | Pečenje kobasica (Opékají špekáčky)        | 2003.              |
| 53            | 3               | Popravljanje krova (Opravují střechu)      | 2003.              |
| 54            | 4               | Crni sanduk (Černá bedýnka)                | 2003.              |
| 55            | 5               | Kotači (Kolečka)                           | 2003.              |
| 56            | 6               | Kućica za pse (Psí bouda)                  | 2003.              |
| 57            | 7               | Bojanje poda (Natírají podlahu)            | 2003.              |
| 58            | 8               | Staklenik (Skleník)                        | 2003.              |
| 59            | 9               | Ljuljačka (Houpačka)                       | 2003.              |
| 60            | 10              | Nepozvani posjetitelj (Nezvaný návštěvník) | 2003.              |
| 61            | 11              | Tijelohranitelji (Bodygárdi)               | 2003.              |
| 62            | 12              | Bojanje prozora (Natírají okna)            | 2003.              |
| 63            | 13              | Uskršnje jaje (Velikonoční vajíčko)        | 2003.              |
| 64            | 14              | Vitka linija (Štíhlá linie)                | 2003.              |
| 65            | 15              | Automat                                    | 2003.              |
| 66            | 16              | Trkaća staza (Autodráha)                   | 2003.              |
| 67            | 17              | Akvarij (Akvárium)                         | 2003.              |
| 68            | 18              | Konzerviranje (Zavařují)                   | 2003.              |
| 69            | 19              | Zmaj na vješanje (Rogalo)                  | 2003.              |
| 70            | 20              | Božićni kolač (Vánočka)                    | 2003.              |
| 71            | 21              | Gripa (Stůňou)                             | 2003.              |
| 72            | 22              | Faks (Fax)                                 | 2003.              |
| 73            | 23              | Jagoda (Jahody)                            | 2003.              |
| 74            | 24              | Igranje golfa (Hrají golf)                 | 2004.              |
| 75            | 25              | Nekamo je utonuo (Někam to zapadlo)        | 2004.              |
| 76            | 26              | Kopanje bazena (Kopají bazén)              | 2004.              |
| 77            | 27              | Visi krajolik (Věší krajinu)               | 2004.              |
| 78            | 28              | Božićno drvce (Vánoční stromeček)          | 2004.              |

## Pat i Mat na selu(Pat a Mat na venkově)
Produkcija sedme sezone započela je 2009. godine u studiju Patmat film, a likovi ove sezone osmišljeno su 2008. godine. Prva, pilot epizoda ove sezone premijerno je prikazana na filmskom festivalu u Zlínu 2010. godine.
| Broj (ukupno) | Broj (u sezoni) | Ime                                | Godina proizvodnje |
| ------------- | --------------- | ---------------------------------- | ------------------ |
| 79            | 1               | Kreveti (Postele)                  | 2009.              |
| 80            | 2               | Vodovod                            | 2011.              |
| 81            | 3               | Servis za papire (Papírový servis) | 2011.              |
| 82            | 4               | Projektor (Promítačka)             | 2011.              |
| 83            | 5               | Usisavač (Vysavač)                 | 2012.              |
| 84            | 6               | Pod (Podlaha)                      | 2012.              |
| 85            | 7               | Bazen (Bazén)                      | 2012.              |
| 86            | 8               | Suho drvo (Suchý strom)            | 2013.              |
| 87            | 9               | Sok od naranče (Pomerančová šťáva) | 2014.              |
| 88            | 10              | Sportska oprema (Rotoped)          | 2014.              |
| 89            | 11              | Kaktus                             | 2015.              |
| 90            | 12              | Pločice (Obkladačky)               | 2015.              |
| 91            | 13              | Štitnik za sunce (Sluneční clona)  | 2015.              |

## Pat i Mat nas zabavljaju(Pat a Mat nás baví)
Produkcija osme sezone započela je 2018. godine u studiju Patmat film.
| Broj (ukupno) | Broj (u sezoni) | Ime                                | Godina proizvodnje |
| ------------- | --------------- | ---------------------------------- | ------------------ |
| 92            | 1               | Pčele (Včely)                      | 2018.              |
| 93            | 2               | Solarna kosilica (Solární sekačka) | 2018.              |
| 94            | 3               | Krtica (Krtek)                     | 2018.              |
| 95            | 4               | Sport (Rodeo)                      | 2018.              |
| 96            | 5               | Vrtuljak (Kolotoč)                 | 2018.              |
| 97            | 6               | Perilica posuđa (Myčka)            | 2018.              |
| 98            | 7               | Radnja (Plot)                      | 2018.              |
| 99            | 8               | Začepljeni dimnjak (Ucpaný komín)  | 2018.              |
| 100           | 9               | Otpad u odvodu (Odpad)             | 2018.              |
| 101           | 10              | Elektrana (Elektrárna)             | 2018.              |
| 102           | 11              | Kamenjar (Skalka)                  | 2018.              |
| 103           | 12              | Stubište (Schody)                  | 2018.              |
| 104           | 13              | Kamera                             | 2018.              |

## Pat i Mat po zimi(Pat a Mat v zimě)
Produkcija devete sezone započela je 2018. godine u studiju Patmat film.
| Broj (ukupno) | Broj (u sezoni) | Ime                 | Godina proizvodnje |
| ------------- | --------------- | ------------------- | ------------------ |
| 105           | 1               | Kalamita            | 2018.              |
| 106           | 2               | Sauna               | 2018.              |
| 107           | 3               | Novoroční přání     | 2019.              |
| 108           | 4               | Stromeček           | 2018.              |
| 109           | 5               | Bramborový salat    | 2019.              |
| 110           | 6               | Vánoční světýlka    | 2018.              |
| 111           | 7               | Kapr                | 2019.              |
| 112           | 8               | Betlém              | 2018.              |
| 113           | 9               | Perníková chaloupka | 2019.              |
| 114           | 10              | Ledovka             | 2019.              |
| 115           | 11              | Dárky               | 2018.              |
| 116           | 12              | Iglú                | 2019.              |
| 117           | 13              | Silvestr            | 2018.              |

## Avanture Pata i Mata (Pat a Mat kutí)[7]
I ova deseta sezona snima se u studiju Patmat film.
| Broj (ukupno) | Broj (u sezoni) | Ime            | Godina proizvodnje |
| ------------- | --------------- | -------------- | ------------------ |
| 118           | 1               | Palačinky      | 2019.              |
| 119           | 2               | Létající stroj | 2019.              |
| 120           | 3               | Popcorn        | 2019.              |
| 121           | 4               | Nábytek        | 2019.              |
| 122           | 5               | Automyčka      | 2019.              |
| 123           | 6               | Sklizeň        | 2019.              |
| 124           | 7               | Fotopast       | 2019.              |
| 125           | 8               | Výroba ledu    | 2020.              |
| 126           | 9               | Potrubní pošta | 2020.              |
| 127           | 10              | Barbecue       | 2020.              |
| 128           | 11              | Pizza          | 2020.              |
| 129           | 12              | Pečou chleba   | 2020.              |
| 130           | 13              | Garážová vrata | 2020.              |

## Cjelovečernji filmovi
- Pat & Mat ve filmu (2016.) jest deset nastavaka serije Pat a Mat na venkově spojenih u jednu cjelinu.
- Pat & Mat znovu v akci (2018.) jest devet nastavaka serije Pat a Mat nás baví spojenih u jednu cjelinu.
- Pat a Mat: Zimní radovánky (2018.).
- Pat a Mat: Kutilské trampoty (2019.).

## Oglasi
Godine 2001. u nekoliko je studija snimljena serija od sedam kratkih televizijskih reklama za slovenski trgovački lanac Merkur. U reklamama se Pat i Mat pojavljuju u radnjama sličnim onima u animiranom serijalu.
1. Zgodba o novem mešalniku
2. Superkosilnica
3. Z miško po nakupih
4. Naj zmaga boljši
5. Sanje vsakega mojstra
6. Veselo na delo
7. Najlepše darilo.

Studio Patmat film kasnije je snimio mnoge televizijske reklame, uključujući one za slovačke tvrtke Sedita (2007.) i Tipos (2010.), za češko osiguravajuće društvo Česká podnikatelská pojišťovna (2012. i 2013.) te dvije reklame za poljski internetski oglasnik Tablica.pl (2012.).

## Kazališna predstava
U Pragu je 2012. praizvedena kazališna predstava Pat i Mat idu na godišnji odmor (Pat a Mat jedou na dovolenou) prema scenariju Mareka Beneša, u trajanju od 60 minuta.

## Knjige
Izdane su dvije knjige s pričama iz serijala o Patu i Matu.
- Pat i Mat mogu sve (Pat a Mat dokážou všechno), 2010.
- Pat i Mat i to je to (Pat a Mat a je to), 2012.

## Vanjske poveznice
- Službena stranica studija Patmat film
- Službena stranica studija Lubomíra Beneša